# Cozza di Scardovari

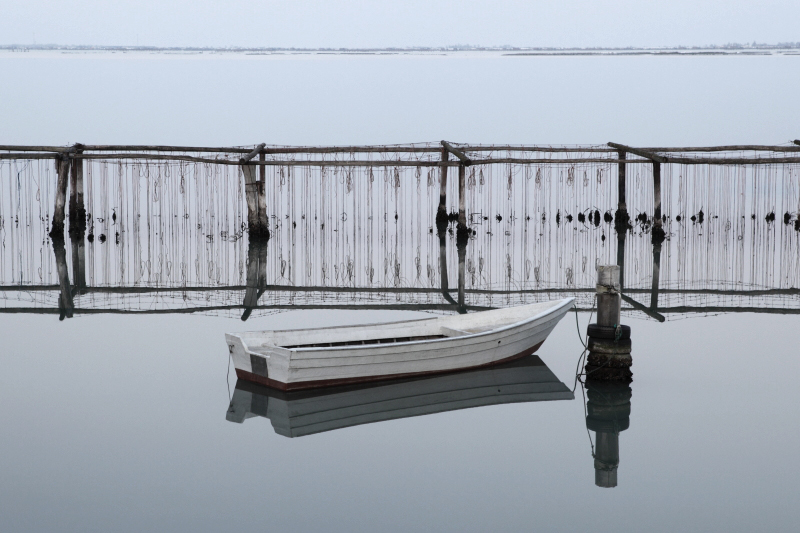
Impianto per l'allevamento delle cozze nella Sacca di Scardovari

La cozza di Scardovari è una denominazione riservata al mitilo appartenente alla specie Mytilus galloprovincialis allevata nella Sacca di Scardovari, ubicata nel comune di Porto Tolle, in provincia di Rovigo.
Nel novembre 2013, a livello europeo, la denominazione «Cozza di Scardovari»  è stata riconosciuta denominazione di origine protetta (DOP) .

## Area di produzione
La Sacca di Scardovari è situata nell'area meridionale del delta del Po, fra i rami del Po di Tolle a nord-est e del Po di Gnocca a sud-ovest: con una superficie di 3300 ettari, è il più grande bacino del sistema deltizio e ha una profondità media di 1,5-2 metri e massima di 3 m.

## Ottenimento del prodotto
Chiamate localmente peoci, le cozze si allevano in impianti galleggianti  con sistemi di allevamento in sospensione.